# 磯野国徳
磯野 国徳（いその くにのり、1921年3月24日 - 1992年5月12日）は、日本の経営者。兵庫県出身。

## 経歴
1943年に東京帝国大学法学部政治学科を卒業し、1948年2月に同和火災海上保険に入社。
1973年6月に取締役に就任し、1977年6月に常務を経て、1978年7月には社長に就任し、1979年3月までに務めた。
1992年5月12日肺炎のために死去。71歳没。